# 博物馆商店
博物館商店（英語：Museum Store, Museum Shop, Museum Gift Shop），又稱博物館賣店。主要販售博物館文物衍生性商品，提供博物館館藏文物再生與教育服務的機會，並能增強民眾對博物館的學習動機，期能使民眾更接近博物館、喜愛博物館。
博物館商店是為現今大多數博物館營運中重要的一環，肩負著博物館教育形象建立與財政收入提高的重要任務。

## 博物館商店發展背景

### 新博物館學（New Museology）思潮
1970年代開始的新博物館學思潮，使博物館營運主體所專注的對象由「物」轉向「人」，因此影響博物館的經營策略，以吸引觀眾為首要條件，強調博物館行銷的重要性，更加重視博物館觀眾的整體參觀經驗。

### 公部門行政革新
1980年代以後的管理主義（Managerialism）浪潮衝擊下，公部門產生變革，對於公營博物館管理預算逐年遞減、實施作業基金、鼓勵博物館法人化，促使博物館有更大誘因開源節流，而博物館商店則為開源策略之一。

## 博物館商店營運方式
早期博物館對於博物館商店營運屬被動的且附屬於某個單位的販售櫃台，若無觀眾主動詢問，這些商品是被鎖放在寄賣箱中，沒有多大行銷功能。
然而，近半個世紀前，博物館營運因受到商業機制影響，除了本質上以非營利事業作為服務人群功能外，更加入行銷成本概念，使原本附屬於博物館事業的衍生性商品，成為文化產業的主角。
為了讓博物館商店經營受到重視，且在不違反博物館定義原則下，國際博物館商店協會（Museum Store Association，缩写为MSA）成立，協助博物館管理階層經營博物館商店，訂定《博物館商店倫理規章》，於1979年1月起草，至1981年3月正式通過，分別就商店經營及人員管理、複製品仿製品和衍生商品的銷售、已註銷之收藏品的處理、多樣化教育功能的發揮以及瀕臨絕種的物種和珍貴文化遺產的保護等方面，訂立準則作為博物館商店經營的方略。

## 博物館網路商店
隨著科技發展，數位科技已被廣泛應用於博物館經營，線上博物館、博物館網路商店應運而生，讓參觀者不受時空距離限制，網路更促使博物館商店蓬勃發展。

## 外部連結
- 故宮精品[]
- 史博館精選商城（页面存档备份，存于）
- 國立台灣美術館精品店（页面存档备份，存于）
- 奇美博物館線上商店（页面存档备份，存于）
- The British Museum Shop（英國大英博物館線上商店）（页面存档备份，存于）
- The Metropolitan Museum of Art Store（美國大都會博物館線上商店）（页面存档备份，存于）
- Boutiques de musées - Musée du Louvre（法國羅浮宮線上商店）（页面存档备份，存于）